# Farkas Sándor (alszolgabíró)
Gyulafehérvári Farkas Sándor (Kisenyed, 1795 körül – Raguza, 1858.) alszolgabíró, 1848-1849-ben vésztörvényszéki bíró, író, szónok.

## Élete
Nagyenyeden tanult; Alsó-Fehér vármegye táblabírája és az ellenzék neves szónoka volt. Gazdag nyelvismerettel bírt; beszélte a magyar, latin, román, német, francia és angol nyelvet. Az 1848–49. szabadságharcban mint vérbíró működött; ezért kivándorolt Angliába, majd az Amerikai Egyesült Államokba, végül Raguzába ment, ahol egy leánya volt férjnél.

## Munkái
Ánténor utazása Görög országban és Ázsiában Égyptomról való értekezésekkel. Herkulánumban talált görög kéziratban frantzia nyelvre Lantier a Sz. Lajos rendjének keresztes vitéze; Frantziából pedig Magyar nyelvre fordította és némely jegyzésekkel kiadta. Nagy-Enyed, 1831–33. Három kötet.
Cikkei: Az ember és a föld körüli észrevételek, Élethosszúság (Nemzeti Társalkodó 1835.), Egy utas sétája Fel-Gyógyról Vulkánig (Nemzeti Társalkodó, 1837.), Angolország szerencsés állapotja (Athenaeum 1839.), Utazási töredékek. Bécsujváros (Hirnök 1841. 95. 96. sz.), Igénytelen vélemény a köznevelésről (Mult és Jelen 1845. 12. 41. sz.), Egy levél Rómából, Görögország és Athene (Hetilap 1853. 82., 1854. 41. 42. sz.) Ragusa (M. Posta 1857.).